# 2 Wojskowy Szpital Polowy
2 Wojskowy Szpital Polowy (2 WSzP) – szpital polowy Wojska Polskiego mający siedzibę we Wrocławiu.

## Historia szpitala
Szpital został sformowany na bazie 2 Szpitala Operacji Pokojowych. Termin sformowania jednostki został określony na 31 grudnia 2008 roku. Z dniem 1 stycznia 2009 jednostka rozpoczęła oficjalnie funkcjonowanie.
2 WSzP jest jednostką podporządkowaną szefowi Inspektoratu Wojskowej Służby Zdrowia. Jednostka stacjonuje w garnizonie Wrocław, w koszarach położonych przy al. gen. Józefa Hallera.
15 sierpnia 2011 Minister Obrony Narodowej wyróżnił Szpital wpisem do „Księgi Honorowej Wojska Polskiego” za szczególne osiągnięcia w wykonywaniu zadań służbowych, w tym szkoleniowych, w czasie pokoju.
Decyzją Ministra Obrony Narodowej Nr 2/MON z dnia 5 stycznia 2012 roku wprowadzono odznakę pamiątkową oraz oznakę rozpoznawczą 2. Wojskowego Szpitala Polowego.
28 października 2013 roku w Cytadeli warszawskiej dowódca Wojsk Lądowych generał broni Zbigniew Głowienka przekazał w podporządkowanie komendanta 2 Wojskowego Szpitala Polowego we Wrocławiu trzy pododdziały:
- 6 Grupę Zabezpieczenia Medycznego z Krakowa (JW 4170),
- 10 Grupę Zabezpieczenia Medycznego ze Świętoszowa (JW 3273),
- 25 Grupę Zabezpieczenia Medycznego z Tomaszowa Mazowieckiego (JW 5353).

Insygnia
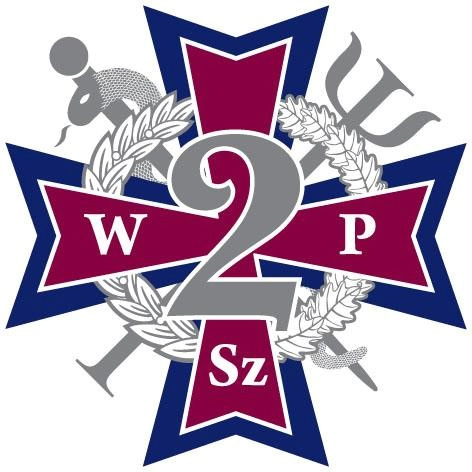
Odznaka pamiątkowa (2012)
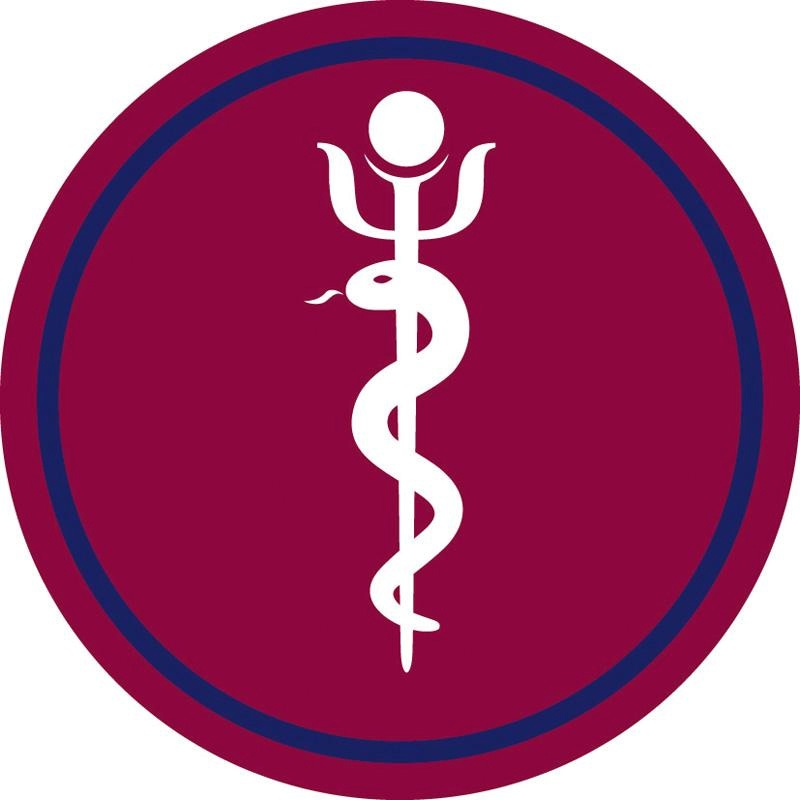
Oznaka rozpoznawcza (2012)